# Arqueig
L'arqueig (també anomenat tonatge) és la mesura convencional de la capacitat o volum intern dels vaixells. Es mesura en tones d'arqueig brut (GT), tones d'arqueig net (NT) o tones Moorson (GRT) i (NRT). A l'època medieval i moderna es mesurava principalment en bótes, i en altres casos en quintars, salmes o cafisos. L'Organització Marítima Internacional, OMI (en anglès, IMO) recomana la seva utilització com a paràmetre en convenis, lleis i reglaments, i també com a base per a dades estadístiques relacionades amb el volum total o capacitat utilitzable dels vaixells mercants. Entre d'altres, depenen de l'arqueig la taxació de drets i serveis de port, dic i pas per canals, així com les atribucions dels títols professionals de la marina mercant.
L'Organització Marítima Internacional va adoptar les resolucions preses a la «Conferència internacional sobre arqueig de vaixells» del 23 de juny de 1969. Els nous reglaments d'arqueig van entrar en vigor per a tots els vaixells nous el 18 de juliol de 1982 però als vaixells existents se'ls va donar un període de migració de 12 anys per garantir-los unes condicions econòmiques raonables, ja que el port i altres quotes es cobren segons l'arqueig del vaixell. Aquesta Conferència defineix dues mides: «arqueig net» que substitueix a «arqueig de registre net» i «arqueig brut» substituint «arqueig de registre brut».

## Tipus

### Brut
(GT) Es calcula a partir del volum de tots els espais del vaixell:
- V, volum total expressat en metres cúbics (m³)
- K, coeficient basat en el volum.

{\displaystyle K=0.2+0.02\times \log _{10}(V)\,}
{\displaystyle GT=K\times V\,}

### Net
(NT) Es calcula a partir del volum dels espais destinats a càrrega del vaixell:
Fins a 12 passatger o de càrrega
- Vc, volum total dels espais de càrrega expressat en metres cúbics (m³)
- d, calat expressat en metres (m)
- D, puntal expressat en metres (m)
- K₂, coeficient basat en el volum.

{\displaystyle K_{2}=0.2+0.02\times \log _{10}(V_{c})}
{\displaystyle NT=K_{2}\times V_{c}\times ({\tfrac {4d}{3D}})^{2}}
Més de 12 passatgers
- GT, arqueig brut
- N1, nombre de passatgers en cabines fins a 8 lliteres
- N₂, resta de passatgers
- K₃, coeficient basat en el volum.

{\displaystyle K_{3}={\frac {1.25\times (GT+10000)}{10000}}}
{\displaystyle NT=K_{2}\times V_{c}\times ({\tfrac {4d}{3D}})^{2}+K_{3}\times (N_{1}+{\frac {N_{2}}{10}})}

### Obsolets
A partir del 18 de juliol de 1994, data final de la moratòria per adoptar el nou sistema de 1982, resten obsolets els sistemes d'amidament anteriors. No obstant això, l'arqueig de registre net i brut segueixen sent àmpliament utilitzats en la descripció dels vaixells més antics.
- (GRT) Arqueig de registre brut: volum total del vaixell expressat en «tones de registre»
- (NRT) Arqueig de registre net: volum de càrrega expressat en «tones de registre»

Aquests dos tipus d'amidaments van ser definits pel «Sistema Moorsom» a la Merchant Shipping Act de l'any 1854.